# مغناطيس رباعي الأقطاب

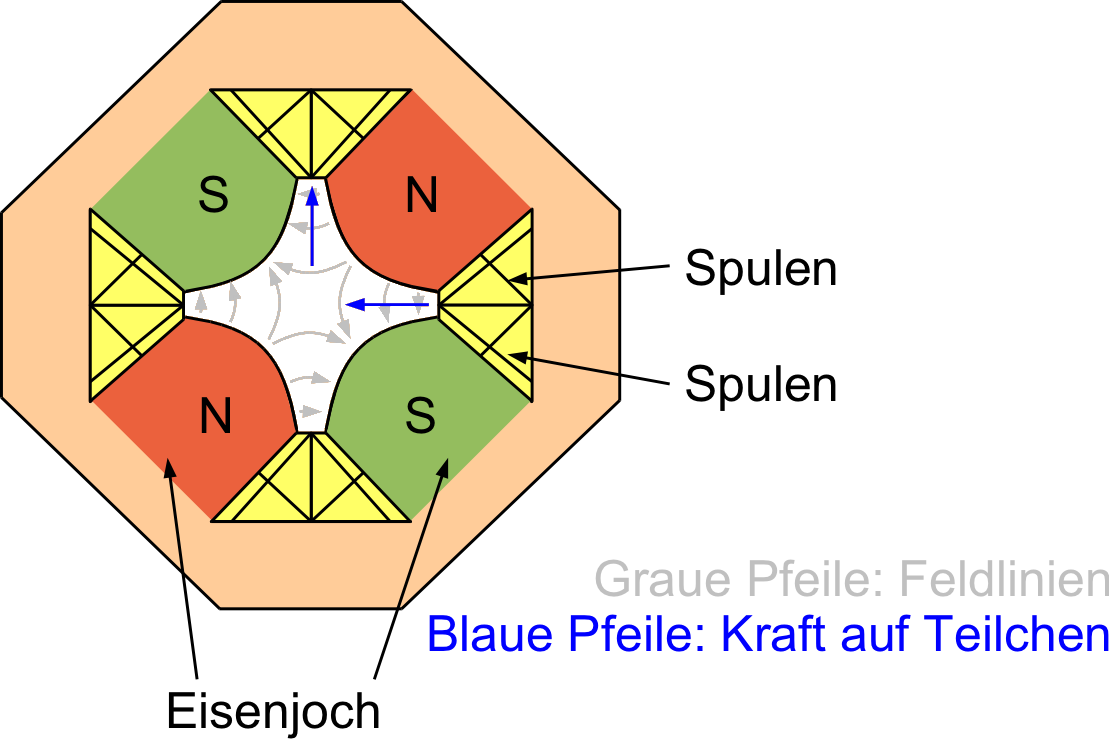
مغناطيس رباعي الأقطاب يستخدم في معجلات الجسيمات : Spule = لولب كهربي ، ُ Eisenjoch = قطب حديدي.

مغناطيس رباعي الأقطاب (Quadrupole magnet) يتكون المغناطيس رباعي الأقطاب من أربعة أقطاب مغناطيسية مرتبة بحيث تكون الأقطاب الشمالية مواجهة للأقطاب الجنوبية. عند حسابه رياضيا يتعامل معه كمتسلسلة عديدة الأقطاب للمجال المغناطيسي. يمكن تمثيله أيضا كرباعي أقطاب كهربائي.
يستخدم المغناطيس رباعي الأقطاب في معجل جسيمات بغرض تركيز فيض الجسيمات. ويستغل في ذلك تدرج المجال المغناطيسي الناتج حيث يكون متغيرا بحسب المكان. تتكون مساحات بين الأقطاب يكون فيها المجال المغناطيسي متساوية، وطبقا لمعادلة لابلاس تكون تلك المساحات متساوية الجهد n في هيئة قطع زائد فوق القطب الحديدي، وبالتالي تكون كثافة المجال متناسبة تناسبا طرديم مع المسافة إلى وسط المغناطيس. أي تكون: {\displaystyle B_{x}(z)=gz} و {\displaystyle B_{z}(x)=gx}.
ويسمى المتغير {\displaystyle g} «شدة رباعي الأقطاب».

## تطبيقه في معجلات الجسيمات
يعمل المغناطيس رباعي الأقطاب بحيث يركز شعاع الجسيمات في اتجاه، ولا يركزه في الاتجاه العمودي، أي عندما يكون فيض الجسيمات مركزا في الاتجاه الأفقي فهو لا يكون مركزا في الاتجاه العمودي، والعكس. لهذا تبنى منظومات مغناطيسات رباعية الأقطاب متتالية ومعكوسة فيمر فيض الضوء من الواحدة إلى الأخري ويصبح مركزا في الاتجاهين. طريقة تركيز شعاع الجسيمات هذه تضمن عدم تنافر الجسيمات المشحونة من الفيض تحت فعل التنافر الكهربي فتصتدم بجدار المعجل وتضيع قبل إجراء التجارب بها.
عند مرور الجسيمات بين المغناطيسات رباعية الأقطاب المتتالية تبدأ في الاهتزاز حول المسار المختار للفيض، وتسمي تلك الاهتزازات «اهتزازات بيتاترون». وعند إنشاء وتشكيل المعجل يجب مراعاة أن لا يزداد مطال الاهتزازات مما يسبب فقد الجسيمات واصتدامها بجدار المعجل. في تلك العملية تستغل خبرات البصريات الإلكترونية.

## تطبيقات في التحليل الفيزيائي
عن طريق استخدام تشكيلات خاصة من مغناطيسات رباعية الأقطاب يمكن إنتاج مجالات مغناطيسية معقدة ومتتطابقة، وتكون شدتها أيضا مساوية للصفر في بعض النقاط المختارة على المسار. وتستغل تلك الأجهزة في أجهزة فحص أورام بالرنين المغناطيسي.

## أمثلة لمغناطيسات رباعية الأقطاب
- مغناطيس رباعي الأقطاب يستخدم في سينكلوترون بأستراليا .
- رباعيات أقطاب كهرومغناطيسية (ازرق) تحيط بمعجل خطي في السينكلوترون الأسترالي المستخدم لتركيز فيض من الإلكترونات